# Grünes Ei mit Speck: das Allerbeste
Grünes Ei mit Speck: das Allerbeste (Originaltitel: Green Eggs and Ham) ist ein Kinderbuch, das 1960 von Theodor Seuss Geisel, Künstlername Dr. Seuss, verfasst und illustriert wurde.

## Handlung
Der kleine Mann „Jetzt-kommt-Jack“ (im Original: „Sam-I-am“) will seinen Freund überzeugen, grünes Ei mit Speck zu probieren. Dieser lehnt jedoch ab, kann den Freund aber nicht abschütteln. Die beiden liefern sich eine wilde Verfolgungsjagd. Schließlich gibt er doch nach und kostet von der Speise, an der er dann wirklich Gefallen findet.

## Entstehung und Veröffentlichung
1959 wetteten Seuss und sein Verleger Bennett Cerf, dass Seuss es nicht schaffen würde, ein Buch zu schreiben, das aus nur fünfzig verschiedenen Wörtern besteht. Im Gegensatz zu seinem Vorgängerwerk „The Cat with the Hat“ erhielt Seuss aber keine vorgegebene Wortliste, sondern durfte die Worte selbst bestimmen. 2010 entdeckte der Seuss-Biograph Donald E. Peace, dass der Autor in seinem originalen Text 51 Wörter benutzt hat.
Das Buch wurde 2011 zusammen mit „There’s a Wocket in my Pocket!“ und „One Fish, Two Fish, Red Fish, Blue Fish“, zwei weiteren Büchern von Seuss, von Felicitas Hoppe ins Deutsche übersetzt und unter dem Titel „Das Allerbeste von Dr. Seuss“ im S. Fischer Verlag veröffentlicht.
Das Buch stand auf Platz 4 der hundert erfolgreichsten Kinderbücher im „Publishers Weekley“ 2001.

## Rezeption im Film
- Das Buch war Grundlage für den Film  Green Eggs and Ham (2013), Regie: Kevin Lezak.[1]
- Dr Seuss Green Eggs And Ham, Zeichentrickfilm, Regie: Hawley Pratt, CBS Production[2]

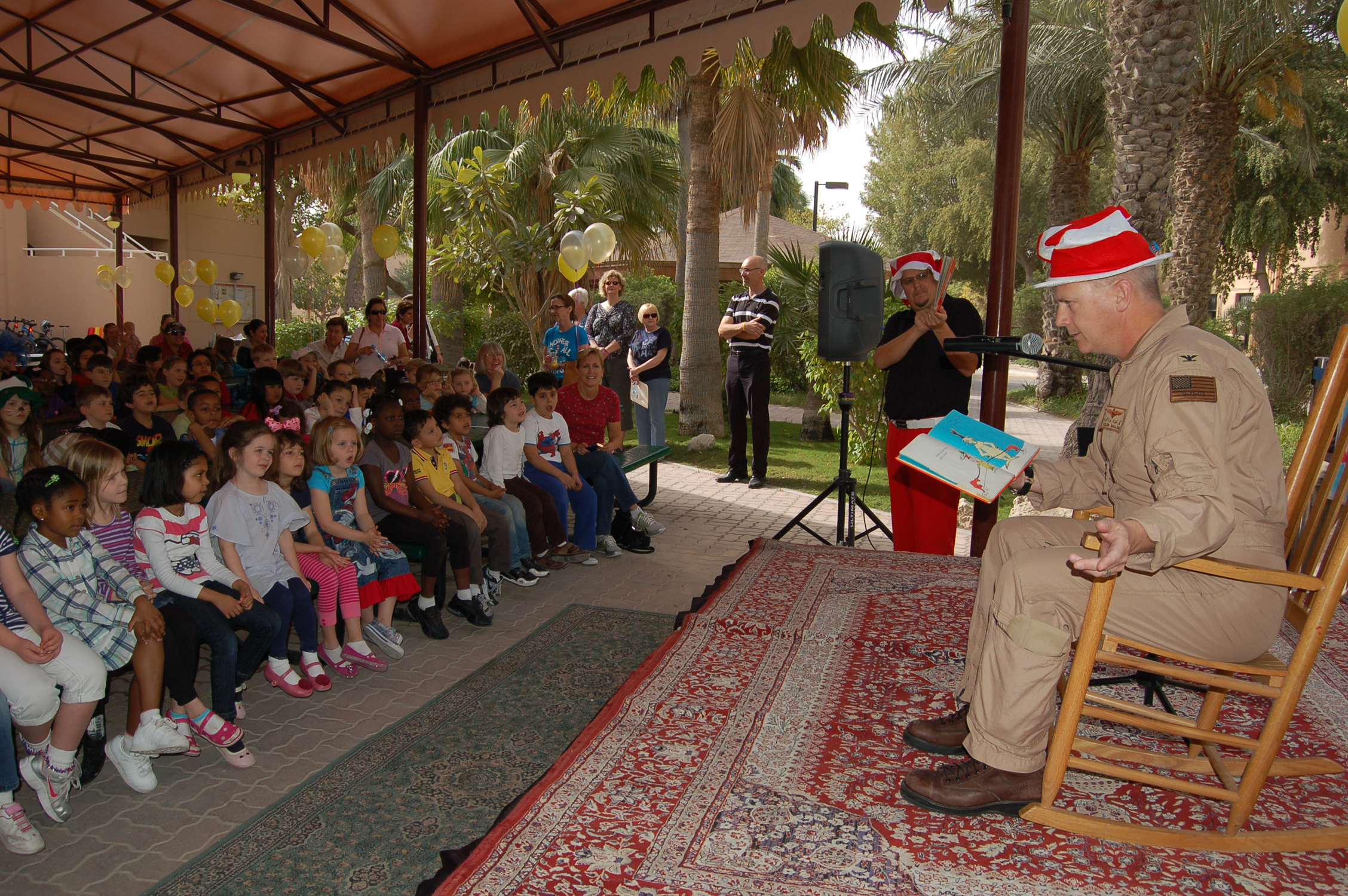
Ein Offizier der US-Navy liest Kindern am Geburtstag von Dr. Seuss aus Green Eggs and Ham vor, 2010

## Ausgaben (Auswahl)
Das Buch war in den USA außerordentlich erfolgreich, erlebte zahlreiche Neuausgaben und Neuauflagen und wird noch heute im Leseunterricht eingesetzt.
- Dr. Seuss (d. i. Theodor Seuss Geisel): Green Eggs and Ham. (Beginner Books). Random House Books for Young Readers 1960. ISBN 978-0-39480016-5